# Elizaveta Kulichkova
Elizaveta Dmitrievna Kulichkova (Novosibirsk, 12 de abril de 1996) é uma tenista profissional russa, seu melhor ranking de N. 107 em simples pela WTA

## Junior Grand Slam finals

### Simples
| Resultado | Ano  | Campeonato      | Piso | Oponente  | Placar   |
| --------- | ---- | --------------- | ---- | --------- | -------- |
| Campeã    | 2014 | Australian Open | Duro | Jana Fett | 6–2, 6–1 |

### Duplas
| Resultado | Ano  | Campeonato      | Piso | Parceira          | Oponentes                   | Placar   |
| --------- | ---- | --------------- | ---- | ----------------- | --------------------------- | -------- |
| Campeã    | 2014 | Australian Open | Duro | Anhelina Kalinina | Katie Boulter Ivana Jorović | 6–4, 6–2 |